# Universidad San Marcos (Tuxtla Gutiérrez)
La Universidad San Marcos de Tuxtla Gutiérrez (USAM), forma parte del sistema Universitario USAM-UTAC, fundado en el año de 1992 con la creación de una de las primeras universidades privadas del Estado de Chiapas, la Universidad San Marcos.
Actualmente cuenta con tres campus Universitarios, ubicados en las ciudades de Tuxtla Gutiérrez, San Cristóbal de las Casas y Tapachula de Cordova y Ordóñez, en el estado mexicano de Chiapas. El sistema universitario conformado por la Universidad San Marcos de Tuxtla Gutiérrez (USAM) y la Universidad del Tacaná (UTAC), se caracteriza por inculcar valores morales y éticos a sus alumnos.

## Política de calidad

### Misión
Formar profesionales líderes con un alto estándar de valores generadores de cambio positivo dentro y fuera de su comunidad.

### Visión
Ser una institución educativa líder, reconocida a nivel nacional e internacional por su filosofía educativa, basada en la disciplina y formación de profesionales comprometidos con la sociedad, capaces de ser agentes de cambio en su entorno.

### Principios
- Brindar una educación de calidad y liderazgo.
- Fomentar la elaboración de proyectos que identifiquen las necesidades de la comunidad, dirigiendo esfuerzos estudiantiles, docentes y administrativos a promover mejoras en la misma.
- Fomentar la inclusión como valor institucional en la Cultura Organizacional, así como, la inclusión laboral, profesional y/o empresarial.
- Consolidar la cultura de la educación sustentada en valores para el desarrollo individual, profesional y social, en el estado y país.

### Filosofía
Sentir un amor profundo por el desarrollo ético de los individuos.

### Valores
- Servicio al Cliente.
- Honestidad.
- Actitud positiva.
- Disponibilidad
- Iniciativa.
- Compromiso.
- Lealtad.